# Campionati mondiali juniores di skeleton 2013
I Campionati mondiali juniores di skeleton 2013, undicesima edizione della manifestazione organizzata dalla Federazione Internazionale di Bob e Skeleton, si sono disputati il 16 dicembre 2012 a Igls, in Austria, sulla Kunsteisbahn Bob-Rodel Igls, il tracciato sul quale si svolsero le competizioni del bob e dello slittino ai Giochi di Innsbruck 1976 e le rassegne iridate juniores del 2006, del 2008 e del 2012. La località tirolese ha quindi ospitato le competizioni mondiali di categoria per la quarta volta nel singolo maschile e in quello femminile.

## Risultati

### Singolo uomini
La gara si è disputata il 16 dicembre 2012 nell'arco di due manches e hanno preso parte alla competizione 26 atleti in rappresentanza di 13 differenti nazioni.
| Pos. | Atleti               | Nazione  | Tempo   | Distacco |
| ---- | -------------------- | -------- | ------- | -------- |
|      | Christopher Grotheer | Germania | 1:47.76 |          |
|      | Axel Jungk           | Germania | 1:48.60 | +0.84    |
|      | Barrett Martineau    | Canada   | 1:48.79 | +1.03    |
| 4    | Raphael Maier        | Austria  | 1:48.90 | +1.14    |
| 5    | Greg Rafter          | Canada   | 1:49.28 | +1.52    |
| 6    | Ruslan Sabitov       | Russia   | 1:49.55 | +1.79    |
| 7    | Maximilian Grassl    | Germania | 1:49.64 | +1.88    |
| 8    | Nikita Tregubov      | Russia   | 1:49.69 | +1.93    |
| 9    | Neven Mitev          | Russia   | 1:49.76 | +2.00    |
| 10   | Alexander Auer       | Austria  | 1:49.95 | +2.19    |

### Singolo donne
La gara si è disputata il 16 dicembre 2012 nell'arco di due manches e hanno preso parte alla competizione 19 atlete in rappresentanza di 11 differenti nazioni.
| Pos. | Atlete                | Nazione  | Tempo   | Distacco |
| ---- | --------------------- | -------- | ------- | -------- |
|      | Elena Nikitina        | Russia   | 1:51.08 |          |
|      | Sophia Griebel        | Germania | 1:51.18 | +0.10    |
|      | Maria Marinela Mazilu | Romania  | 1:51.60 | +0.52    |
| 4    | Lelde Priedulēna      | Lettonia | 1:51.68 | +0.60    |
| 5    | Elisabeth Vathje      | Canada   | 1:51.69 | +0.61    |
| 6    | Tina Hermann          | Germania | 1:51.77 | +0.69    |
| 7    | Carina Mair           | Austria  | 1:51.85 | +0.77    |
| 8    | Robynne Thompson      | Canada   | 1:51.98 | +0.90    |
| 9    | Carli Brockway        | Canada   | 1:52.09 | +1.01    |
| 10   | Ol'ga Nikandrova      | Russia   | 1:52.20 | +1.12    |

## Medagliere
| Posizione | Nazione  | Oro | Argento | Bronzo | Totale |
| --------- | -------- | --- | ------- | ------ | ------ |
| 1         | Germania | 1   | 2       | 0      | 3      |
| 2         | Russia   | 1   | 0       | 0      | 1      |
| 3         | Canada   | 0   | 0       | 1      | 1      |
| 3         | Romania  | 0   | 0       | 1      | 1      |
| Totale    | Totale   | 2   | 2       | 2      | 6      |